# Boliche nos Jogos Insulares de 2019
Nos Jogos Insulares de 2019, as disputas de boliche serão realizadas entre os dias 7 e 12 de julho no Kings Bastion Leisure Centre, em Gibraltar.

## Quadro de medalhas
| Pos                | Equipe             | Ouro | Prata | Bronze | Total |
| 1                  | Gotland            | 5    | 0     | 4      | 9     |
| 2                  | Åland              | 4    | 5     | 2      | 11    |
| 3                  | Bermuda            | 0    | 4     | 3      | 7     |
| Totais (3 Equipes) | Totais (3 Equipes) | 9    | 9     | 9      | 27    |

## Resultados[2]
| Evento              | Ouro                                                                   | Ouro | Prata                                                                   | Prata | Bronze                                                              | Bronze |
| ------------------- | ---------------------------------------------------------------------- | ---- | ----------------------------------------------------------------------- | ----- | ------------------------------------------------------------------- | ------ |
| Masculino           | Gotland Robert Gustafsson                                              | 1203 | Bermuda Lamar Richardson                                                | 1127  | Åland Oskar Welin                                                   | 1126   |
| Feminino            | Gotland Sara Pettersson                                                | 1008 | Åland Katarina Sundberg                                                 | 963   | Gotland Camilla Olofsson                                            | 919    |
| Dupla masculina     | Åland Sebastian Cronholm / Michael Jakobsson                           | 2153 | Åland Jonas Andersson / Oskar Welin                                     | 2145  | Bermuda Damien Matthews / David Maycock                             | 2144   |
| Dupla feminina      | Gotland Maria Eklöf / Sara Pettersson                                  | 1968 | Åland Ann Kvarnström / Katarina Sundberg                                | 1965  | Camilla Olofsson / Tina Senitz Gotland                              | 1791   |
| Dupla mista         | Åland Sebastian Cronholm / Ida Sandström                               | 2142 | Bermuda Gloria Dill / David Maycock                                     | 2044  | Åland Katarina Sundberg / Oskar Welin                               | 2031   |
| Equipe masculina    | Åland Jonas Andersson Sebastian Cronholm Michael Jakobsson Oskar Welin | 5057 | Bermuda Damien Matthews David Maycock Blake Raynor Lamar Richardson     | 4943  | Robert Gustafsson Anders Jacobsson Claes Johansson Kevin Stenegärd  | 4903   |
| Equipe feminina     | Maria Eklöf Camilla Olofsson Sara Pettersson Tina Senitz               | 4677 | Åland Caroline Blomqvist Ann Kvarnström Ida Sandström Katarina Sundberg | 4382  | Bermuda Gloria Dill Florence Simons Jennifer Stovell Patrice Tucker | 4112   |
| Masters - masculino | Åland Oskar Welin                                                      |      | Bermuda Damien Matthews                                                 |       | Bermuda Lamar Richardson                                            |        |
| Masters - feminino  | Gotland Camilla Olofsson                                               |      | Åland Ann Kvarnström                                                    |       | Gotland Sara Pettersson                                             |        |